# BVB Walk of Fame
Der BVB Walk of Fame ist ein thematischer Gehweg durch die Stadt Dortmund.
Die Route erhielt ihren Namen in Anlehnung an den Hollywood Walk of Fame. Sie zeichnet die Geschichte des Fußballvereins Borussia Dortmund nach und führt an ursprünglich 100 in den Gehweg eingelassenen Sternen entlang durch die Stadt, von der Geburtsstätte des Vereins nahe dem Borsigplatz bis zum Westfalenstadion. Jeder Stern ist beschriftet und erinnert an einen markanten Zeitpunkt oder Namen in der Vereinsgeschichte.

## Geschichte
Zum 60. Geburtstag der Ruhr Nachrichten wollte die Dortmunder Zeitung dem 1909 gegründeten BVB, dessen Medienpartner sie ist, zu dessen 100. Geburtstag 100 Gedenktafeln schenken, die an die Geschichte des Vereins erinnern sollen. Sie sollten nach dem Muster des Hollywood Walk of Fame als Sterne im Gehweg verewigt werden. Die Idee stieß nicht nur beim Verein, sondern auch bei der Stadtverwaltung auf große Unterstützung.
Jeder Stein wird dazu von einem Sponsor gekauft, dessen Logo in der linken oberen Ecke auf der jeweiligen Tafel erscheint. In der rechten oberen Ecke ist das Logo der Ruhr Nachrichten zu sehen.
Als erster Stein wurde am 26. September 2009 der Stern Nr. 100 mit der schlichten Aufschrift „100 Jahre BVB“ vor dem Stadion verlegt. Stellvertretend legten vier Personen zusammen den ersten Stein: Aki Schmidt als historische BVB-Spielerfigur, BVB-Geschäftsführer Hans-Joachim Watzke, Lutz E. Dreesbach vom Hauptsponsor Evonik, und Verleger Lambert Lensing-Wolff vom organisierenden Medienhaus Lensing, der Verlag des BVB-Medienpartners, die Dortmunder Zeitung Ruhr Nachrichten.
Es folgten nach und nach die weiteren 99 Sterne, deren Verlegung häufig mit den geehrten Personen selbst erfolgte und medial begleitet wurde.
Die Sponsoren nutzen seither ihr Engagement auch zur besseren Eigendarstellung.
Am Montag, den 30. August 2010, wurde mit der Nr. 1 vor der Dreifaltigkeitskirche als Keimzelle des BVB der letzte Stein eingesetzt. Die Eröffnungsfeier am 1. September 2010 in der Kirche wurde vom Dortmunder Kabarettisten Bruno Knust moderiert und fand in Gegenwart der wichtigsten Vereinsvertreter und einer Reihe ehemaliger Spieler statt, die auf den Sternen geehrt wurden. Der BVB Walk of Fame erhielt dabei auch kirchlichen Segen.
Der Walk of Fame sorgte immer wieder für Nachrichten, etwa nach einem gestohlenen Stern im März 2010, oder anlässlich des Besuchs des Schalke-Managers Rudi Assauer, der ebenfalls einen eigenen Stein erhielt. Der langjährige Manager des BVB-Rivalen Schalke 04 gehörte als BVB-Spieler zur Siegermannschaft des Europapokals 1966, mit dem erstmals eine deutsche Mannschaft einen europäischen Vereinswettbewerb gewann. Auch über die Legung eines Steins für den BVB-Mannschaftskapitän Sebastian Kehl nach dessen Karriereende 2015 wurde überregional berichtet.
Nachdem ursprünglich 100 Sterne für die ersten 100 Jahre der BVB-Geschichte angebracht wurden, verlegt der Verein seither weitere Sterne bei besonderen Ereignissen und Verdiensten. Begründet wird dies mit der anhaltenden Vereinsgeschichte, die vom Walk of Fame weiter repräsentiert werden soll.

## Liste der Sterne
| Bild | Nummer  | Position                                                                       | Inschrift                                                         | Hintergrund |
| ---- | ------- | ------------------------------------------------------------------------------ | ----------------------------------------------------------------- | --- |
|      | 001/100 | Flurstr. 10                                                                    | 1901 Dreifaltigkeits-Gemeinde als Keimzelle des Vereins           | Die Dreifaltigkeitsgemeinde in der Nähe des Borsigplatzes gilt als Keimzelle des BVBs. Hier gründete sich 1901 eine Jungengruppe, aus der 1909 der Ballspielverein Borussia 09 e.V. entstand. |
|      | 002/100 | Oesterholzstraße 60                                                            | 1909 Gründung im Lokal „Wildschütz“                               | Am 19. Dezember 1909 gründete sich im Lokal „Wildschütz“ der BVB. Heute ist dort die Pommesbude „Pommes Rot-Weiss“ ansässig, am Haus erinnert jedoch eine Plakette an das Datum, und auch in der Pommesbude wird mannigfaltig daran erinnert. |
|      | 003/100 | Eingangsbereich Hoeschpark                                                     | 1910 Weiße Wiese Hoeschpark Spielstätte (1910–1937)               | Von 1910 bis 1937 befand sich am heutigen Hoeschpark mit der „Weißen Wiese“ die erste Spielstätte des BVB, die dann jedoch dem Ausbau des Hoeschgeländes weichen musste. |
|      | 004/100 | Wambeler Straße 14                                                             | 1910 Aufnahme in Westdeutschen Spielverband                       | 1910 erfolgte die offizielle Aufnahme des BVBs in den Westdeutschen Spielverband. |
|      | 005/100 | Wambeler Straße 10                                                             | 1910 Wohnort Franz Jacobi 1. Vereinspräsident (1910–1923)         | In der Wambeler Straße 10, unweit des Borsigplatzes, wohnte Franz Jacobi, BVB-Mitbegründer und von 1910 bis 1923 erster Vereinspräsident. |
|      | 006/100 | Wambeler Straße 4                                                              | 1911 Druckerei Röhr 1. Sponsor                                    | Laut BVB-Website ist der Stein „BVB Retter Heinrich Schwaben, 2. Vereinspräsident“ gewidmet. Heinz Schwaben war Direktor der Dortmunder Union-Brauerei, dem Jacobi den Vereinsvorsitz überließ, damit dieser als Wirtschaftsvertreter den nötigen Stadionausbau ermöglichen sollte. Der Stein selbst trägt nun jedoch die Aufschrift der Druckerei Röhr als erstem Sponsor des Vereins, die vermutlich in der Wambeler Straße 4 ansässig war. |
|      | 007/100 | Borsigplatz 9                                                                  | 1. offizielles Fußballspiel 15.01.1911                            | Das erste reguläre Spiel des BVB fand am 15. Januar 1911 gegen den VfB Dortmund statt und wurde mit 9:3 gewonnen. |
|      | 008/100 | Borsigplatz / Ecke Oestermärsch                                                | 1913 BVB wird schwarzgelb (14.02.1913)                            | Die BVB-Spieler spielten in blauweiß gestreiften Hemden mit roter Schärpe als Zeichen der Solidarität zur Arbeiterbewegung. Mit der Aufnahme des FC Schalke 04 im Westdeutschen Spielverband 1913 wurde zur Abgrenzung eine neue Farbwahl getroffen. Seither spielt der BVB in den schwarzgelben Farben des Stadtwappens. |
|      | 009/100 | Oesterholzstraße 34                                                            | 1935 August Lenz 1. Nationalspieler (1935–1938)                   | August Lenz war der erste BVB-Spieler, der für die deutsche Nationalmannschaft spielte, erstmals 1935, in einem Spiel gegen die Spanische Nationalmannschaft. |
|      | 010/100 | Oesterholzstraße / Ecke Enscheder Straße                                       | 1935 Fritz Thelen wird erster Trainer                             | Fritz Thelen wurde 1935 erster professioneller Trainer des BVB. |
|      | 011/100 | Weißenburger Straße 71                                                         | 1937 Umzug ins Stadion Rote Erde                                  | Im Jahr 1937 musste der BVB seine Spielstätte Weiße Wiese aufgeben (siehe Nr. 3) und zog in das Stadion Rote Erde um. |
|      | 012/100 | Weißenburger Straße (am Firmentor, gegenüber Kraftwerksmauer)                  | 1943 1. Sieg gegen Schalke 04                                     | Erstmals gewann der BVB in der Gauliga-Saison 1943/44 gegen den damaligen deutschen Top-Verein, den Rivalen Schalke 04, mit 1:0. (Anm.: die Tafel wurde von Antifa-Aktivisten mit einem Sticker überklebt, mit dem diese üblicherweise neonazistische Sticker überkleben.) |
|      | 013/100 | Weißenburger Straße / Ecke Güntherstraße                                       | 1945 Heinrich Czerkus (1894–1945)                                 | Heinrich Czerkus war Vereinswart des BVB und wurde als Kommunist und Widerstandskämpfer gegen den Nationalsozialismus im Frühjahr 1945 während der Karfreitagsmorde der Nazis hingerichtet. |
|      | 014/100 | Weißenburger Straße / Kreuzung Geschwister-Scholl-Straße                       | 1947 BVB wird nach Sieg über Schalke Westfalenmeister             | Am 18. Mai 1947 wurde der BVB durch einen 3:2-Sieg über Schalke Westfalenmeister. Der Sieg gilt auch als Wende im Westen, da damit die Vormachtstellung des Schalke 04 in der Region gebrochen wurde. |
|      | 015/100 | Geschwister-Scholl-Straße 20                                                   | 1948 BVB wird 1. Westdeutscher Meister                            | Der BVB wurde 1948 erster Meister der 1947 neugegründeten Fußball-Oberliga West, eine der fünf Staffeln der höchsten Spielklasse der Bundesrepublik Deutschland. |
|      | 016/100 | Geschwister-Scholl-Straße 22                                                   | 1949 Deutscher Vizemeister                                        | Im Endspiel um die damalige deutsche Fußballmeisterschaft im Neckarstadion in Stuttgart am 10. Juli 1949 unterlag der BVB dem VfR Mannheim erst in der Verlängerung mit 2:3. |
|      | 017/100 | Geschwister-Scholl-Straße 26                                                   | 1951 1. Internationales Spiel (09.05.1951)                        | Am 9. Mai 1951 trat der BVB erstmals im Ausland an. Im Rahmen der Festival-of-Britain-Nationalausstellung erreichten die Dortmunder dabei ein 1:1 gegen den englischen Erstligisten Derby County. |
|      | 018/100 | Geschwister-Scholl-Straße 28                                                   | 1954 Heinrich Kwiatkowski im WM-Aufgebot                          | Der BVB-Torhüter Heinrich Kwiatkowski wurde ins Aufgebot der deutschen Nationalmannschaft zur Fußball-Weltmeisterschaft 1954 berufen, ohne zuvor je ein Spiel in der A-Auswahl bestritten zu haben. |
|      | 019/100 | Gehweg vor dem Fritz-Henßler-Haus                                              | 1956 1. Deutsche Meisterschaft                                    | Der BVB gewann mit der deutschen Fußballmeisterschaft 1955/56 seine erste deutsche Meisterschaft. |
|      | 020/100 | Schwanenwall / Ecke Bornstraße                                                 | 1956 Alfred „Adi“ Preißler (Deutsche Meisterschaft ’56 + ’57)     | Alfred Preißler war Mannschaftskapitän des BVB bei den ersten zwei gewonnenen deutschen Meisterschaften 1956 und 1957 |
|      | 021/100 | Burgwall 3, am Hotel Esplanade                                                 | 1956 Alfred Kelbassa (Deutsche Meisterschaft ’56 und ’57)         | Stürmer Alfred Kelbassa war einer der drei Alfredos in den Dortmunder Meisterschaften von 1956 und 1957, zusammen mit Alfred Preißler und Alfred Niepieklo. |
|      | 022/100 | Burgwall / Ecke Johannisborn                                                   | 1956 Alfred Niepieklo (Deutsche Meisterschaft ’56 und ’57)        | Stürmer Alfred Niepieklo war einer der drei Alfredos in den Dortmunder Meisterschaften von 1956 und 1957, zusammen mit Alfred Preißler und Alfred Kelbassa. |
|      | 023/100 | Burgwall 15                                                                    | 1956 Elwin Schlebrowski (Deutsche Meisterschaft ’56 und ’57)      | Elwin Schlebrowski gehörte zu den Stützen der Dortmunder Meisterschaften von 1956 und 1957 |
|      | 024/100 | Königswall 1                                                                   | 1956 Heinrich Kwiatkowski (Deutsche Meisterschaft ’56 und ’57)    | Torhüter Heinrich Kwiatkowski gehört zu den Stützen der Dortmunder Meisterschaften 1956 und 1957. |
|      | 025/100 | Auf der Ampel-Mittelinsel vor dem                                              | 1956 Helmut „Jockel“ Bracht (Deutsche Meisterschaft ’56 und ’57)  | Helmut „Jockel“ Bracht war, neben Wilhelm Burgsmüller, der einzige Spieler in allen Mannschaften der drei ersten BVB-Meisterschaften (’56, ’57 und ’63). |
|      | 026/100 | Königswall, am DFB-Fußballmuseum                                               | 1956 Helmut Kapitulski (Deutsche Meisterschaft ’56 und ’57)       | Helmut Kapitulski war Linksaußen-Stammspieler der BVB-Meistermannschaften ’56 und ’57. |
|      | 027/100 | Königswall                                                                     | 1956 Herbert Sandmann (Deutsche Meisterschaft ’56 und ’57)        | Verteidiger Herbert Sandmann gehörte zu den BVB-Meistermannschaften ’56 und ’57. |
|      | 028/100 | vor dem Harenberg City-Center                                                  | 1956 Max Michallek (Deutsche Meisterschaft ’56 und ’57)           | Max Michallek gehörte zu den BVB-Endspielmannschaften ’56 und ’57. |
|      | 029/100 | Königswall, vor dem Dortmunder U                                               | 1956 Trainer Helmut Schneider Deutsche Meisterschaft ’56 und ’57. | Helmut Schneider war der Trainer der BVB-Meistermannschaften ’56 und ’57. |
|      | 030/100 | Kampstraße 106                                                                 | 1956 Willi Burgsmüller Deutsche Meisterschaft ’56, ’57 und ’63    | Wilhelm „Willi“ Burgsmüller war, zusammen mit Helmut Bracht (siehe Nr. 25), der einzige Spieler in allen Mannschaften der drei ersten BVB-Meisterschaften (’56, ’57 und ’63). |
|      | 031/100 | Kampstraße 100                                                                 | 1956 Wolfgang „Sully“ Peters (Deutsche Meisterschaft ’56 und ’57) | Wolfgang „Sully“ Peters war rechter Außenstürmer der BVB-Meistermannschaften ’56 und ’57. |
|      | 032/100 | Westenhellweg / Ecke Potgasse                                                  | 1957 2. Deutsche Meisterschaft                                    | Mit dem Gewinn der deutschen Meisterschaft 1956/57 errang der BVB seinen zweiten Meistertitel. |
|      | 033/100 | Kampstraße 44                                                                  | 1961 Deutscher Vize-Meister                                       | Im Endspiel um die deutsche Fußballmeisterschaft 1960/61 am 24. Juni 1961 im Niedersachsenstadion in Hannover unterlag der BVB dem 1. FC Nürnberg mit 3:0. |
|      | 034/100 | Kampstraße 34                                                                  | 1961 – Max & Moritz (1961–1963)                                   | Die Spieler Timo Konietzka und Jürgen „Charlie“ Schütz wurden von den BVB-Fans scherzhaft als Max & Moritz bezeichnet, weil sie auf dem Platz so gut harmonierten. |
|      | 035/100 | Kampstraße, an der Krügerpassage                                               | 1963 BVB siegt 5:0 gegen Benfica Lissabon                         | Der BVB besiegte 1963 den Spitzenklub Benfica Lissabon um Stürmerstar Eusébio im Europapokal der Landesmeister 1963/64 in Dortmund überraschend mit 5:0 und schied danach erst im Halbfinale gegen Inter Mailand aus. |
|      | 036/100 | Kampstraße, an der Reinoldikirche                                              | 1963 3. Deutsche Meisterschaft                                    | Mit dem Gewinn der deutschen Fußballmeisterschaft 1962/63 gewann der BVB seine dritte Meisterschaft, die zugleich die letzte Ausspielung der deutschen Meisterschaft vor Einführung der eingleisigen Bundesliga 1963 war. |
|      | 037/100 | Markt 4, auf dem Alten Markt                                                   | 1963 Timo Konietzka schießt 1. Bundesligator                      | In der ersten Spielminute der Partie bei Werder Bremen am 24. August 1963 schoss BVB-Spieler Timo Konietzka das erste Tor der ersten Spielzeit der neu eingeführten Bundesliga. Das Spiel endete 3:2 für Bremen. |
|      | 038/100 | auf dem Alten Markt                                                            | Fantreffs Alter Markt                                             | Hier werden vor Heimspielen, insbesondere seit den internationalen Begegnungen Mitte der 1990er Jahre, regelmäßig Treffen von Heim- und Gastfans veranstaltet. |
|      | 039/100 | Auf dem Alten Markt                                                            | 1965 1. DFB-Pokalsieg                                             | Mit dem Erfolg im DFB-Pokal 1964/65 konnte der BVB erstmals den DFB-Pokal gewinnen. |
|      | 040/100 | Auf dem Alten Markt                                                            | 1966 Sieg im Europapokal der Pokalsieger                          | Mit dem Gewinn im Europapokal der Pokalsieger 1965/66 gewann der BVB als erster deutscher Klub den Europapokal der Pokalsieger. |
|      | 041/100 | Wißstraße 14                                                                   | 1966 Lothar Emmerich Europapokalsieger                            | Europapokal-Rekordschütze Lothar Emmerich gehörte zur BVB-Gewinnermannschaft des Europapokals 1966. |
|      | 042/100 | Wißstraße 18a                                                                  | 1966 „Aki“ Schmidt Europapokalsieger                              | Aki Schmidt gehörte zur BVB-Gewinnermannschaft des Europapokals 1966. |
|      | 043/100 | Wißstraße 34                                                                   | 1966 Gerhard Cyliax Europapokalsieger                             | Gerhard Cyliax gehörte zur BVB-Gewinnermannschaft des Europapokals 1966. |
|      | 044/100 | Prinzenstraße 9                                                                | 1966 Rudi Assauer Europapokalsieger                               | Der langjährige Schalke-Manager Rudi Assauer war als junger Spieler Teil der BVB-Gewinnermannschaft des Europapokals 1966. |
|      | 045/100 | Balkenstraße 10                                                                | 1966 Dieter „Hoppy“ Kurrat Europapokalsieger                      | Dieter „Hoppy“ Kurrat gehörte zur BVB-Gewinnermannschaft des Europapokals 1966. |
|      | 046/100 | auf dem Friedensplatz                                                          | 1966 „Emmas“ Jahrhunderttor WM 1966                               | Lothar „Emma“ Emmerich schoss bei der Fußball-Weltmeisterschaft 1966 den bundesdeutschen Ausgleich zum 1:1 gegen Spanien aus unmöglich scheinendem spitzen Winkel. Das Tor erhielt international viel Aufmerksamkeit. Das Spiel endete 2:1 für die BRD-Auswahl. |
|      | 047/100 | auf dem Friedensplatz                                                          | 1966 Siggi Held Europapokalsieger                                 | Sigfried „Siggi“ Held gehörte zur BVB-Gewinnermannschaft des Europapokals 1966 |
|      | 048/100 | auf dem Friedensplatz                                                          | Festplatz der BVB-Feierlichkeiten                                 | Auf dem Friedensplatz vor dem Rathaus Dortmund werden die Titel der Borussia seit den 1990er Jahren öffentlich gefeiert. |
|      | 049/100 | auf dem Friedensplatz                                                          | 1966 Stan Libuda Europapokalsieger                                | Reinhard „Stan“ Libuda gehörte zur BVB-Gewinnermannschaft des Europapokals 1966. |
|      | 050/100 | am Stadtgarten in Richtung Stadttheater                                        | 1966 Wolfgang Paul Europapokalsieger                              | Wolfgang Paul gehörte zur BVB-Gewinnermannschaft des Europapokals 1966. |
|      | 051/100 | am Stadtgarten in Richtung Stadttheater                                        | 1966 Theo Redder Europapokalsieger                                | Theodor „Theo“ Redder gehörte zur BVB-Gewinnermannschaft des Europapokals 1966. |
|      | 052/100 | am Stadtgarten gegenüber Stadttheater                                          | 1966 Hans Tilkowski Europapokalsieger                             | Hans Tilkowski gehörte zur BVB-Gewinnermannschaft des Europapokals 1966. |
|      | 053/100 | am Stadtgarten gegenüber Stadttheater                                          | 1966 Trainer Multhaup Europapokalsieger                           | Willi Multhaup war Trainer der BVB-Gewinnermannschaft des Europapokals 1966. |
|      | 054/100 | Ecke Hansastraße / Südwall, auf der Ampel-Insel vor dem Stadtgarten            | 1966 – Willi Sturm Europapokalsieger                              | Wilhelm „Willi“ Sturm gehörte zur BVB-Gewinnermannschaft des Europapokals 1966. |
|      | 055/100 | Südwall / Ecke Hohe Straße                                                     | 1966 Deutscher Vizemeister                                        | Die Bundesligasaison 1965/66 beendete der frisch gebackene Europapokalsieger BVB als Zweiter, hinter Meister TSV 1860 München. |
|      | 056/100 | Hohe Straße / Ecke Poststraße                                                  | 1966 Hans Tilkowski kassiert Wembley-Tor                          | Der BVB-Torwart Hans Tilkowski stand im Tor der bundesdeutschen Nationalmannschaft bei der Fußball-Weltmeisterschaft 1966, als er im Endspiel gegen England das bis heute umstrittene Wembley-Tor hinnehmen musste. |
|      | 057/100 | Hohe Straße 7                                                                  | 1969 Hundebiss im Derby                                           | Im Revierderby am 6. September 1969, am 4. Spieltag der Bundesligasaison 1969/70, stürmten Schalker Fans nach dem 1:0 ihrer Elf den Platz im Stadion Rote Erde, worauf Ordner Hunde auf sie losließen. Einer der Hunde biss dabei den Schalker Spieler Friedel Rausch ins Gesäß, was ein großes Medienecho auslöste. Zudem wurde Gerd Neuser in den Oberschenkel gebissen. Das Spiel endete 1:1.                                              |
|      | 058/100 | Hohe Straße 17                                                                 | 1974 Eröffnung des Westfalenstadions                              | Zur WM 1974 wurde das Westfalenstadion errichtet. Es ist seither das Heimstadion des BVB, der vorher nebenan im Stadion Rote Erde spielte. |
|      | 059/100 | Hohe Straße / Ecke Dudenstraße                                                 | Fan-Projekt Dortmund e.V.                                         | Das Dortmunder Fanprojekt wurde in den 1980er Jahren nach zunehmenden Ausschreitungen rechtsradikaler Fans um die Borussenfront-Fangruppierung gegründet und gilt seither bundesweit als erfolgreiches Modellprojekt. |
|      | 060/100 | Hohe Straße 27                                                                 | 1976 Wiederaufstieg in die 1. Liga                                | Nach dem Abstieg 1972 gelang dem BVB zur Bundesligasaison 1976/77 der Wiederaufstieg in die höchste Spielklasse. |
|      | 061/100 | Hohe Straße (vor Parkhaus der Städtischen Kliniken)                            | 1977 Manni Burgsmüller Bundesliga-Rekordtorschütze                | Manfred Burgsmüller spielte von 1976 bis 1983 für den BVB und brach dabei 1977 den Rekord der Bundesligatorschützen. Bis heute steht er mit seinen 213 Toren auf Platz 5 der Ewigen Bundesliga-Torschützenliste. |
|      | 062/100 | Hohe Straße 35                                                                 | 1979 Reinhard Rauball wird zum 1. Mal Präsident                   | Der 1979 erstmals zum BVB-Vereinspräsidenten ernannte Anwalt Reinhard Rauball brachte den BVB aus turbulenten Zeiten zurück in geordnetere Verhältnisse. |
|      | 063/100 | Hohe Straße 43                                                                 | 1986 Jürgen „Kobra“ Wegmann Tor im Relegationsspiel               | Jürgen Wegmanns Tor zum 3:1 am Ende der Nachspielzeit des zweiten Relegationsspiels, nach einem 0:2 im Hinspiel gegen Fortuna Köln, ermöglichte noch ein drittes Spiel, in dem der BVB auf neutralem Boden in Düsseldorf mit 8:0 seinen Klassenerhalt in der Bundesliga sicherte und den folgenden sportlichen Aufstieg einleitete. |
|      | 064/100 | Hohe Straße / Ecke Neuer Graben                                                | 1986 Relegationssieg gegen Fortuna Köln                           | Den drohenden Abstieg nach der Bundesligasaison 1985/86 wendete der BVB erst im dritten Relegationsspiel gegen Fortuna Köln ab. Der deutliche 8:0-Sieg vor 30.000 mitgereisten BVB-Fans im Düsseldorfer Rheinstadion markierte einen Wendepunkt in der folgenden sportlichen und wirtschaftlichen Entwicklung des Vereins. |
|      | 065/100 | Hohe Straße 55                                                                 | 1989 2. DFB-Pokalsieg                                             | Mit dem Gewinn des DFB-Pokals 1989 wiederholte der BVB seinen ersten Pokalgewinn von 1965. |
|      | 066/100 | Hohe Straße / Ecke Kreuzstraße                                                 | 1989 Norbert Dickel „Held von Berlin“                             | Norbert Dickel schoss zwei Tore im Pokalfinale 1989 und ermöglichte damit den ersten Dortmunder Titel seit 23 Jahren. |
|      | 067/100 | Hohe Straße 61a                                                                | 1992 Deutscher Vizemeister                                        | Die Bundesligasaison 1991/92 schloss der BVB punktgleich mit dem Meister VfB Stuttgart als Zweiter ab. |
|      | 068/100 | Kreuzstraße 2                                                                  | 1993 UEFA-Cup-Finale gegen Juventus                               | Im UEFA-Pokal 1992/93 unterlag der BVB erst im Finale dem italienischen Rekordmeister Juventus Turin. |
|      | 069/100 | Kreuzstraße 10–12                                                              | 1995 4. Deutsche Meisterschaft                                    | Im Jahr 1995 wurde der BVB zum vierten Mal Deutscher Fußballmeister. |
|      | 070/100 | Kreuzstraße 20                                                                 | Júlio César                                                       | Der Brasilianer Júlio César da Silva war in seiner Zeit beim BVB von 1994 bis 1998 als verlässlicher Abwehrspieler mitverantwortlich für die Dortmunder Erfolge der Zeit, insbesondere die beiden Meisterschaften ’95 und ’96 und den Gewinn der Champions League 1997. |
|      | 071/100 | Vinckeplatz / Kreuzstraße (Ampel am Vinckeplatz)                               | 1995 Beginn des Stadion-Ausbaus                                   | Zwischen 1995 und 1999 wurde die erste tiefgreifende Umbauphase im Westfalenstadion realisiert. |
|      | 072/100 | Vinckeplatz 6                                                                  | 1996 5. Deutsche Meisterschaft                                    | Mit dem Gewinn der Bundesligasaison 1995/96 gelang dem BVB sein 5. deutscher Meistertitel. |
|      | 073/100 | Vinckeplatz 8                                                                  | 1997 Champions-League-Sieger BVB vs. Juve 3:1                     | Mit dem Gewinn der Champions League 1997 errang der BVB erstmals diesen höchsten europäischen Mannschaftstitel, der 1997 zum 5. Mal ausgespielt wurde. |
|      | 074/100 | Vinckeplatz 14                                                                 | 1997 Andy Möller Champions-League-Sieger                          | Andreas „Andy“ Möller gehörte zur BVB-Siegermannschaft der UEFA Champions League 1996/97. |
|      | 075/100 | Wittekindstraße 2                                                              | 1997 Heiko Herrlich Champions-League-Sieger                       | Heiko Herrlich gehörte zur BVB-Siegermannschaft der UEFA Champions League 1996/97. |
|      | 076/100 | Wittekindstraße 6                                                              | 1997 Jörg Heinrich Champions-League-Sieger                        | Jörg Heinrich gehörte zur BVB-Siegermannschaft der UEFA Champions League 1996/97. |
|      | 077/100 | Wittekindstraße / Ecke Querstraße                                              | 1997 Lars Ricken Champions-League-Sieger                          | Lars Ricken schoss das dritte Tor zum 3:1-Sieg des BVB im Finale der UEFA Champions League 1996/97 gegen Juventus Turin. |
|      | 078/100 | Wittekindstraße 26                                                             | 1997 Martin Kree Champions-League-Sieger                          | Martin Kree gehörte zur BVB-Siegermannschaft der UEFA Champions League 1996/97 |
|      | 079/100 | Wittekindstraße / Ecke Lindemannstraße                                         | 1997 Matthias Sammer Champions-League-Sieger                      | Matthias Sammer war Kapitän der BVB-Siegermannschaft der UEFA Champions League 1996/97 (Anm.: Der Stein war zunächst falsch graviert oder gesetzt worden und wurde danach korrigiert.) |
|      | 080/100 | Lindemannstraße 78                                                             | 1997 Kalle Riedle Champions-League-Sieger                         | Zwei Tore von Karl-Heinz Riedle waren der Grundstein für den 3:1-Sieg des BVBs im Champions-League-Finale 1997. |
|      | 081/100 | Lindemannstraße 78 (vor dem Eingang des Hotels Arcadia, ehemals Pullman Hotel) | 1997 Paulo Sousa Champions-League-Sieger                          | Der Portugiese Paulo Sousa gehörte zur BVB-Siegermannschaft der UEFA Champions League 1996/97, nachdem er im Jahr zuvor den Titel bereits mit Juventus Turin gewann. |
|      | 082/100 | an der BVB-Geschäftsstelle, Rheinlanddamm 207–209                              | Michael Zorc                                                      | Der in Dortmund geborene Michael Zorc hat sowohl als Spieler als auch als Sportdirektor eine Reihe Titel mit dem BVB gewonnen. |
|      | 083/100 | Auf dem Max-Ophüls-Platz                                                       | 1997 Paul Lambert Champions-League-Sieger                         | Paul Lambert gehörte zur BVB-Siegermannschaft der UEFA Champions League 1996/97. |
|      | 084/100 | Max-Ophüls-Platz, vor der Fußgängerbrücke über die B1                          | 1997 Stefan Klos Champions-League-Sieger                          | Stefan Klos war Torhüter der BVB-Siegermannschaft der UEFA Champions League 1996/97. |
|      | 085/100 | an der Brücke über die B1, vor der Westfalenhalle 3                            | 1997 Stefan Reuter Champions-League-Sieger                        | Stefan Reuter gehörte zur BVB-Siegermannschaft der UEFA Champions League 1996/97. |
|      | 086/100 | An den Westfalenhallen                                                         | 1997 Stéphane Chapuisat Champions-League-Sieger                   | Stéphane Chapuisat gehörte zur BVB-Siegermannschaft der UEFA Champions League 1996/97. |
|      | 087/100 | An den Westfalenhallen                                                         | 1997 Jürgen Kohler Champions-League-Sieger                        | Jürgen Kohler gehörte zur BVB-Siegermannschaft der UEFA Champions League 1996/97. |
|      | 088/100 | An den Westfalenhallen                                                         | Trainer Ottmar Hitzfeld (erfolgreichster BVB-Trainer)             | Ottmar Hitzfeld war von 1991 bis 1997 Trainer des BVB und gewann dabei so viele Titel wie kein anderer BVB-Trainer. |
|      | 089/100 | An den Westfalenhallen                                                         | 1997 Weltpokalsieger                                              | Der BVB gewann 1997 den Weltpokal im Finale in Tokio gegen Cruzeiro Belo Horizonte aus Brasilien mit 2:0. |
|      | 090/100 | Am Weg von der Westfalenhalle 3 zur Strobelallee                               | 1998 Torfall von Madrid                                           | Bei dem Torfall von Madrid am 1. April 1998 fiel ein Tor im Estadio Santiago Bernabéu in Madrid um, als spanische Fans vor Anpfiff des Halbfinalspiels der UEFA Champions League 1997/98 zwischen dem BVB und Gastgeber Real Madrid den Zaun hinter dem Tor und damit auch das Tor selbst zu Fall brachten. Ein neues Tor musste eingesetzt werden, und Real Madrid gewann das um 76 Minuten verspätet angepfiffene Spiel mit 2:0.            |
|      | 091/100 | Am Weg von der Westfalenhalle 3 kurz vor der Strobelallee                      | 2000 Börsengang                                                   | 1999 gliederte der BVB seine steuerpflichtigen wirtschaftlichen Aktivitäten in die neue Borussia Dortmund GmbH & Co. Kommanditgesellschaft auf Aktien aus. Ihr Börsengang erfolgte am 31. Oktober 2000 zu einem Ausgabekurs von elf Euro je Aktie, der bis unter 2 Euro zwei Jahre später fiel. |
|      | 092/100 | Vor dem Stadion Rote Erde                                                      | 2002 BVB-Duo Metzelder & Kehl Vizeweltmeister                     | Die BVB-Spieler Christoph Metzelder und Sebastian Kehl gehörten zur DFB-Auswahl, die Vizeweltmeister bei der Fußball-Weltmeisterschaft 2002 wurde. Der Stern wurde am 1. Juli 2022 wegen der vorausgegangenen Verurteilung von Christoph Metzelder entfernt. |
|      | 093/100 | Strobelallee, vor dem Strobels                                                 | 2002 6. Deutsche Meisterschaft                                    | Mit dem Gewinn der deutschen Meisterschaft 2002 erlangte der BVB seinen 6. Meistertitel. |
|      | 094/100 | Am Signal Iduna Park                                                           | Rettung aus Finanzkrise                                           | 2006 entging der BVB nur knapp einer existenzgefährdenden Insolvenz. |
|      | 095/100 | Am Signal Iduna Park                                                           | Hans-Joachim „Aki“ Watzke                                         | Hans-Joachim Watzke war seit 2001 Schatzmeister des BVB, als er 2005 Geschäftsführer der Borussia Dortmund GmbH & Co. KGaA wurde. In dieser Funktion war er für die Überwindung der existenzbedrohenden Finanzkrise des Vereins 2006 mitverantwortlich. |
|      | 096/100 | Am Signal Iduna Park                                                           | 2006 Stadionaufrüstung für die WM                                 | Das Stadion war ein Spielort der Fußball-Weltmeisterschaft 2006 und wurde dazu teilweise umgebaut. |
|      | 097/100 | Am Signal Iduna Park                                                           | Für die besten Fans der Welt                                      | Ein Stein zum Dank des Vereins für die anhaltende Treue der BVB-Anhänger. |
|      | 098/100 | Am Signal Iduna Park                                                           | Südtribüne „Die gelbe Wand“                                       | Der Stein gedenkt der Unterstützung durch die BVB-Anhänger auf der Südtribüne, die für die international bekannte Atmosphäre im Stadion sorgen. |
|      | 099/100 | Am Signal Iduna Park                                                           | Kinderlachen e.V.                                                 | Der Stein ist dem gemeinnützigen Dortmunder Verein Kinderlachen gewidmet, der seit seiner Gründung im Jahr 2000 auch aus dem Umfeld des BVB unterstützt wird. |
|      | 100/100 | Am Signal Iduna Park                                                           | 100 Jahre BVB                                                     | Dieser Stein markiert das Ende des ursprünglichen Walk of Fame. Der 100. Geburtstag des BVB war Anlass zur Schaffung des Walk of Fame. |
|      | 101     |                                                                                |                                                                   | |
|      | 102     | Am Signal Iduna Park                                                           | 2012 8. Deutsche Meisterschaft                                    | Mit dem Gewinn der deutschen Meisterschaft 2012 erlangte der BVB seinen 8. Meistertitel. |
|      | 103     | Am Signal Iduna Park                                                           | 2012 DFB-Pokalsieger 2012                                         | Mit dem Gewinn des DFB-Pokals 2011/12 gelang dem BVB 2012 das Double. |
|      | 104     |                                                                                |                                                                   | |
|      | 105     |                                                                                | 2004 Gründung der BVB I Fan- und Förderabteilung                  | Im Jahr 2004 gründete der BVB seine Fan- und Förderabteilung |
|      | 106     | Silberstraße / vor dem Lensing-Verlagshaus                                     | 2014 Sebastian Kehl 6 Jahre Kapitän                               | Sechs Jahre lang war Sebastian Kehl BVB-Mannschaftskapitän, als er 2014 von dem Posten zurücktrat und nach 13 Jahren BVB-Zugehörigkeit das Ende seiner Profikarriere nach Ablauf der Spielzeit 2014/15 ankündigte. |
|      | 107     | Am Signal Iduna Park                                                           | 7 Jahre Trainer Jürgen Klopp                                      | |
|      | 108     | Am Westfalenstadion                                                            | 50 Jahre Westfalenstadion                                         | "Anhand des „BVB Walk of Fame“ lässt sich die Geschichte von Borussia Dortmund in der Stadt ablesen. An besonderen Orten wird mit in den Boden eingelassenen Sternen an markante Zeitpunkte, Titelgewinne und bedeutende Spieler erinnert. Jetzt ist auch der runde Geburtstag dauerhaft im SIGNAL IDUNA PARK präsent. (cr)" |